# 滾裝船

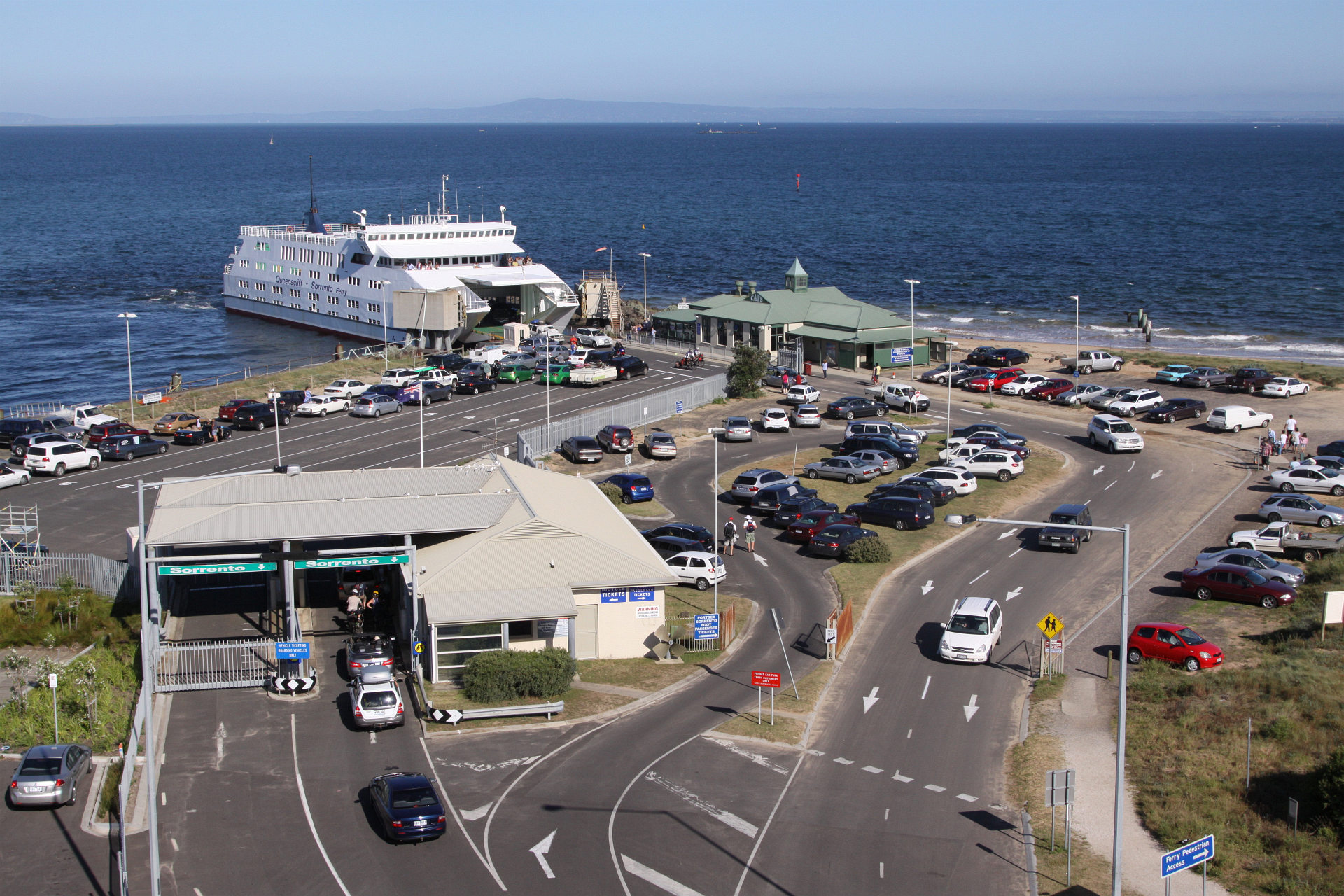
正在卸載車輛中的汽車渡輪（澳洲海陸渡輪）

滚装船（英語：roll-on/roll-off），又叫RO-RO船、渡車船、渡輪、汽車渡輪，又细分为“客滚船”和“货滚船”，是一種在海底隧道以及大橋普及以前的一種接載汽車渡河或者渡海的水上運輸工具，屬於渡輪的一種，通过机动车滚上、滚下装卸客、货、车同步运输。
在中国大陆由於交通系統發展迅速，這種工具已經式微，但如中國雷州半岛至海南岛之間的跨海通道因技術問題還未落成，因此長途汽車客運仍然需要到該種工具，而且有部分地方規定運載易燃品及爆炸品的車輛不得使用隧道，因此雖然式微而並未絕跡。

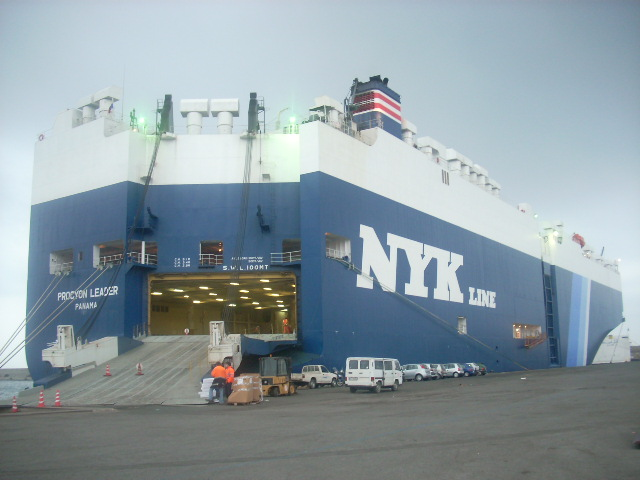
日本郵船的PROCYON LEADER號滾裝船

除了做為渡輪，還有一種滾裝船主要供車輛製造商、進出口商大量運輸車輛、動力機械，這種滾裝船內部類似立體停車場，可停放數百至數千輛車，船首或船尾有供車輛進出的艙門及渡板。

## 歷史

### 廣州
渡輪在1980年代至1990年代初期在廣州為重要的交通工具，在原芳村區前往珠江以北（廣州人簡稱河北）以及海珠區時常需用及，當中客輪運載步行或者踩自行車人士，但如汽車、摩托車等則需要汽車渡輪運載。1990年代中後期，隨著鶴洞大橋以及珠江隧道等陸續通車，汽車渡輪逐漸式微。目前广州市内汽车渡轮定期航线仅剩下长洲码头—鱼珠码头和广州市番禺区地方公路管理总站新造渡口所 新造—小谷围航线，而原先唯一一条跨市汽车轮渡定期航线——南沙区至东莞虎门的虎门轮渡也于2019年5月25日18时30分宣布永久停航。

### 香港
香港首條汽車渡輪航線是由油蔴地小輪創辦人劉德譜在1926年向政府建議興建汽車渡海碼頭，及自行建造載車渡海小輪。建議獲採納後，首條汽車渡輪航線於1933年投入服務。當年的汽車渡輪主要分為三種：載車、載車載客、以及運載危險物品車輛。汽車渡輪運載大貨車、輕型貨車、旅遊巴士、私家車、電單車等穿梭維港兩岸及大嶼山。航線多、航班多，當時不少上班族和職業司機皆為常客。汽車渡輪便於60、70年代踏入全盛時期。雖然1972年，紅磡海底隧道通車，地鐵過海路段亦於1980年通車，但沒有嚴重打擊汽車渡輪的經營。可是，自1989年起，其餘兩條海底隧道開通，汽車渡輪亦步入式微。1997年汽車渡輪每年總運載輛次已由高峰600多萬輛次（1970年），跌至只有40萬。
因此開始陸續重組及停辦。1998年，最後一條擁有30多年歷史的北角至九龍城公共汽車渡輪服務亦停止營運，現時來往北角至觀塘和北角/觀塘至梅窩的汽車渡輪只向運載第1、第2、第3及第3A類危險品的車輛提供服務，而使用量也只有每月2,000輛次但是，2023年前香港3條海底隧道收費不均，收費便宜的紅隧長期處於擠塞，因此，社會一直被要求加快研究復辦公共汽車渡輪的可行性。
油蔴地小輪自2016年偶爾舉辦汽車渡輪遊河活動，2025年有意復辦公共汽車渡輪，預料於同年中落實。

## 外部連結
- 参赛作品 - 《汽车渡轮》
- 国际船舶网汽車渡船資料 （页面存档备份，存于）